# Eriococcus uvaeursi
Eriococcus uvaeursi är en insektsart som först beskrevs av Carl von Linné 1761.  I den svenska databasen Dyntaxa används istället namnet Acanthococcus uvaeursi. Enligt Catalogue of Life ingår Eriococcus uvaeursi i släktet Eriococcus och familjen filtsköldlöss, men enligt Dyntaxa är tillhörigheten istället släktet Acanthococcus och familjen filtsköldlöss. Arten är reproducerande i Sverige. Inga underarter finns listade i Catalogue of Life.